# Incendie zombie
Un incendie zombie ou feu zombie est un feu de forêt boréale se produisant dans les terres froides, comme l’Alaska, l’Arctique ou la Sibérie. L’incendie se déclenche durant une année, il est étouffé en surface, mais continue à brûler dans la tourbe, avant de se re-déclencher au printemps, avec la fonte de la neige.